# Day for Knight
Day for Knight is de eerste aflevering van het vijfde seizoen van de televisieserie ER, die voor het eerst werd uitgezonden op 24 september 1998.

## Verhaal
Het personeel van de SEH maakt kennis met de derdejaars studente Lucy Knight. Dr. Greene ontfermt zich over haar om haar zo wegwijs te maken op de SEH. Zij maakt ook kennis met dr. Carter, het wordt al snel duidelijk dat hun relatie stroef zal verlopen. Zij spreekt met de vrouw van een zeer zieke man, dit zonder toezicht van dr. Carter. Verder ontfermt zij zich over een vrouw die een miskraam heeft, wordt buitengesloten op het dak van het ziekenhuis en probeert uit te vinden hoe de rondleiding werkt vanaf een cassettebandje van dr. Weaver.
Dr. Ross heeft moeite met de voorwaarden van dr. Weaver die hij opgelegd heeft gekregen na het stiekeme afkicken van een baby.

## Rolverdeling

### Hoofdrollen
- Anthony Edwards - Dr. Mark Greene
- Yvonne Zima - Rachel Greene
- George Clooney - Dr. Doug Ross
- Noah Wyle - Dr. John Carter
- Eriq La Salle - Dr. Peter Benton
- Laura Innes - Dr. Kerry Weaver
- Alex Kingston - Dr. Elizabeth Corday
- Jorja Fox - Dr. Maggie Doyle
- Kellie Martin - Lucy Knight
- Julianna Margulies - verpleegster Carol Hathaway
- Ellen Crawford - verpleegster Lydia Wright
- Conni Marie Brazelton - verpleegster Connie Oligario
- Laura Cerón - verpleegster Chuny Marquez
- Deezer D - verpleger Malik McGrath
- Gedde Watanabe - verpleger Yosh Takata
- Lily Mariye - verpleegster Lily Jarvik
- Emily Wagner - ambulancemedewerker Doris Pickman
- Abraham Benrubi - Jerry Markovic

### Gastrollen (selectie)
- Julie Bowen - Roxanne Please
- Vince Vieluf - Bernard Gamely
- Denise Dowse - Mrs. Lysell
- Ken Kercheval - Mr. Zwicki
- Chris Conner - Mrs. Zwicki
- Maricela Ochoa - Mrs. Fernandez
- Barbara Whinnery - Mrs. Draper
- Michelle Buffone - Mrs. Clark
- Terrence Evans - Barry Mahoney